# Бураміс малий
Бураміс малий (Burramys parvus) — дрібний сумчастий звір, єдиний сучасний представник роду бураміс (Burramys), родини бурамісових. Живе виключно на кам'янистих схилах високо в горах, має невеликий розірваний ареал в австралійських штатах Вікторія і Новий Південний Уельс. Вид відомий з 1894 року за плейстоценовими викопними рештками. У серпні 1966 на лижній базі Мельбурнського університету на горі Готем (Hotham) вперше був знайдений живий представник виду.

## Опис
Довжина тіла в бурамісів в середньому близько 11 сантиметрів, коливання в межах 10–13 см, але самці дещо більші за самиць. Чіпкий хвіст довший за тіло — його середня довжина у самців та самиць 148 та 140 міліметрів відповідно, коливання в межах 13–16 сантиметрів. Вага дорослої тварини від 30 до 60 грамів, в середньому 44,3, вага молодої особини, коли вона покидає матір, близько 22 грамів. Вага тварин коливається залежно від пори року — навесні після сплячки вона падає до 30 грамів, восени завдяки жиру наближається до 80 грамів. Незважаючи на малі розміри та назву (лат. parvus — невеликий), цей вид є найбільшим представником своєї родини. Хутро густе та пухнасте, зверху сіре з темною спиною та смугою вздовж голови, на споді кремове, в самців під час шлюбного періоду стає брунатно-помаранчевим. Писочок у бураміса рожевий. Шерсть вкриває сантиметр ближчої до тулуба частини хвоста, але далі хвіст голий. Чіпкі лапи з гнучкими пальцями допомагають тварині лазити по скелях та рослинах. Бураміс малий має збільшені премоляри. Іншою ознакою є велика як для сумчастих кількість сосків — чотири.
Середня температура тіла 36,1 °C.
Кількість хромосом у диплоїдному наборі становить 14 (2n=14).

## Поширення
Ареал малого бураміса невеликий і дуже фрагментований — кілька ділянок в найвищих горах Австралії загальною площею близько 10 км² (є відомості що навіть менше ніж 5 км²) на висоті 1400—2230 метрів над рівнем моря. Тварина живе на горі Готем, Богонг, Лох, Хіґінботем у Вікторії та в горах Національного парку Косцюшко в Новому Південному Уельсі, а саме на горах Косцюшко, Тоунсенд, Блу Кау. За даними австралійського урядового підрозділу «Department of Sustainability, Environment, Water, Population and Communities» в цілому в Національному парку Косцюшко загальна площа ареалу 8 км², а в Національному парку Альпи Вікторії — 2 км². Цікаво однак, що співвідношення чисельностей протилежне, тобто менші ареали у Вікторії значно густіше заселені. Загальний розмір популяції трохи більше ніж 2 тисячі особин, з яких 3/4 — самиці.
Слід відзначити, що внаслідок невеликих розмірів ареалу окремі популяції дуже вразливі — наприклад, під час великих пожеж у штаті Вікторія в 2003 році постраждала більша частина місць життя цих тварин.
Клімат високогір'я, в якому живе бураміс, холодний та вологий — температура повітря рідко коли перевищує 10 °C, а опадів випадає до 1500 мм на рік. Часті сильні вітри та дощі. Сніг може випасти в будь-яку пору року, хоч зазвичай випадає з червня по вересень.
Тварини мешкають на кам'яних розсипах, порослих де-не-де ділянками трави та невисокими кущами. У тріщинах скель та між каменями вони знаходять сховок від хижаків та негоди, а плодами та ягодами рослин харчуються.

## Харчування
В цілому малий бураміс всеїдна тварина, що харчується переважно комахами, плодами та насінням. Однак при цьому, основну частину його раціону складають лише кілька видів харчів, тобто це досить спеціалізований вид, майже олігофаг. Головною їжею бураміса є богонгова міль (Agrotis infusa), яка щороку мігрує у величезних кількостях в гори для розмноження. Дослідження показали, що ця міль становить близько третини усієї їжі, яку споживає тварина протягом активного періоду, а з жовтня по грудень, в сезон коли народжуються і вигодовуються дитинчата, бураміси майже суціль годуються цими комахами, причому їх частка в раціоні самиць вища ніж у самців. Однак ці тварини споживають й інших членистоногих: гусінь, жуків, павуків, багатоніжок. Поступово кількість богонгової молі зменшується і в січні-квітні тварини споживають плоди та насіння, при цьому знову ж таки переважно лише кількох видів.
Під час сплячки бураміси підхарчовуються запасеними заздалегідь ягодами та насінням, що й становить ¾ їхнього раціону з травня по жовтень. Це єдині сумчасті, які запасають харчі на тривалий час.
Бураміси добре пристосовані до свого способу харчування — своїми чіпкими лапками вони легко справляються з насінням, ягодами та комахами. Їх премоляри розгризають хітин комах та шкарлупки насіння. А своїми нижніми різцями вони виколупують з насіння чи комах поживний вміст.

## Поведінка
Малі бураміси — сторожкі нічні тварини. Вдень вони сплять скрутившись клубочком. Це неагресивний вид, особини рідко борються між собою за їжу чи територію. Є спостереження, що часом вони доглядають одне за одним.
Під час шлюбних ігор самці бігають за самицями й обнюхують їх анальну область. Парування триває кілька хвилин після чого самці йдуть геть. Якщо ж самець залишається, то часом самиці на них нападають і женуть геть зі своїх ділянок. Пізніше самиці вороже ставляться до молодих самців, так само проганяють їх, часом разом з ними йдуть і молоді самиці. Дорослі самиці займають найкращі ділянки і через те, що вони женуть звідти самців, популяція переважно складається з самиць, бо на околицях де умови гірші смертність серед самців помітно вища. В самиць шанс пережити зиму в 4–5 разів вищий ніж у самців. Якщо самиці живуть до 10–12 років, то самці зазвичай лише 3–4.
Оселища самиць зазвичай перекриваються. Як правило, старша самиця оточена молодими, кількість яких — до десятка. Ймовірно, молодші є нащадками старшої. Лише ночами тварини часом покидають свої оселища для годівлі, але оскільки в самиць вони в найкращих місцях, то їм не доводиться далеко ходити.
В самців немає окремих ділянок. Після шлюбного сезону, коли самиці виганяють їх зі своїх ділянок, вони кочують околицями і нишпорять вечорами в пошуках їжі. Оскільки їх витісняють на околиці ареалу де їжі менше, то їм доводиться долати більші відстані для того щоб насититися. Якщо самиці за день долають біля кілометра, то самці біля трьох. Усе це збільшує як витрати енергії так і ризик натрапити на хижаків.
Унікальною рисою серед сумчастих є впадіння малих бурамісів у сплячку, яка триває з травня по вересень-початок жовтня. Під час сплячки температура тіла в тварини падає до 2 °C. Для того щоб пережити сплячку тварини накопичують значні запаси жиру, а для сну згортаються в клубочок, бо куля має найкраще з точки зору збереження тепла співвідношення площі до маси. Час від часу бураміси прокидаються і їдять запасені на зиму ягоди та насіння.
Якщо малого бураміса налякати, то він швидко тікатиме, не намагаючись при цьому сховатися десь у норі чи між камінням. По камінню тварина лазить хапаючись за виступи кінцівками, а от свій чіпкий хвіст використовує нечасто. Взагалі, на відміну від інших представників родини, малий бураміс скоріше наземний, аніж деревний.

## Розмноження
На репродуктивний цикл бурамісів дуже сильно впливає те, що зиму вони проводять у сплячці, для якої мають накопичити в організмі великі запаси жиру. Відповідно час вагітності та вигодовування малят припадає на весну, коли навколо багато харчів і можна не перейматися підготовкою до сплячки. Тому сезонний розподіл виглядає так: у вересні-грудні тварини розмножуються, в січні-квітні готуються до сплячки, травень-вересень — сплячка. Бураміс малий, принаймні самиці, можуть жити до 12 років, тобто пережити не один сезон розмноження. Взагалі, тривалість життя у цього виду одна з найбільших серед малих ссавців.
Шлюбний період триває з кінця вересня по середину жовтня. Шлюбний сезон залежить від того, коли почалася весна, від сходження снігу та прильоту богонгової молі (Agrotis infusa). Тривалість еструсу у самиць близько 20 днів. Тривалість вагітності 13-15 днів, тож в другій половині жовтня народжуються малята. Кількість дітей у бурамісів чи не найвища серед сумчастих — зазвичай 4, але буває і більше, аж до 8. Мати розчищає малятам до сумки шлях де вони «приростають» до сосків. Оскільки сосків лише 4, то ті дитинчата, що не встигли їх зайняти гинуть. Оскільки від цього залежить їх виживання, то в новонароджених добре розвинуті передні кінцівки та голови. В сумці малята проводять перші 30 днів свого життя, очі в них відкриваються після 3 тижнів, покинувши сумку, вони ще 30-35 днів залишаються з матір'ю і покидають її десь між лютим і березнем, набравши до того часу половину ваги дорослої особини. Період вагітності та вигодовування малечі у малих бурамісів досить короткий, але через необхідність підготовки до зими розмножуються вони лише раз на рік. Наступного року молоді бураміси вже досягають статевої зрілості, однак їх організм не може потім нормально набрати жиру для сплячки, тому біля половини їх гине після першого розмноження. На наступний рік молодь повністю розвинута і нормально переживає як період розмноження, так і сплячку.

## Сучасний стан
Якогось економічного значення сам по собі бураміс малий не має. Однак розвиток гірськолижного туризму та відповідної індустрії в Австралійських Альпах загрожують виду. Головна небезпека полягає в тому, що аби пережити морози бурамісові треба шар снігу завтовшки в метр, а лижники притоптують сніг, окрім того на місці гірськолижних трас страждає рослинність, а в теплий сезон туристи лякають бурамісів. До цього слід додати руйнування природного середовища внаслідок будівництва баз відпочинку та доріг. Для збереження цих тварин було здійснено ряд заходів із збереження його середовища, що помітно обмежило зазіхання туристичного сектору. Окрім того, аби лижні траси не розривали ареал проживання виду через них були збудовані тунелі які імітують природне середовище. Іншою значною загрозою для бураміса є інтродуковані до Австралії види хижих плацентарних — головно коти й лисиці. Іншим небезпечним інвазійним видом є ожина, яка витісняє звичні для бураміса рослини.
Як вже говорилося вище, вид був відомих завдяки плейстоценовим скам'янілостям, знайденим по усій східній Австралії. Усе це свідчить, що ці тварини раніше мали значно ширший ареал і жили у рівнинних вологих лісах. Зараз ряд зоологів заради врятування виду пропонують провести експерименти з акліматизації бурамісів на рівнинах.